# EXILE GENERATION SEASON 2
EXILE GENERATION SEASON2（エグザイル・ジェネレーション・シーズン・ツー）は、EXILEの冠番組EXILE GENERATIONを映像作品化した映像作品である。2009年12月16日発売。発売元はrhythm zone。

## 概要
- 2009年4月〜6月に放映されたドキュメント＆バラエティパート13話と「エグザムライ戦国」12話＆「SEASON1 総集編」を完全収録。特典映像には「EXILE MOOLOG」14話を収録。
- さらにSPECIAL BOXには「エグザムライ戦国」キャラクター　デフォルメフィギュア7体セット（モノクロVer.）、「エグザムライ戦国」コミック1巻　SPECIAL BOX限定表紙バージョンを封入。

## チャプター

### DISC 1&2（DOCUMENT AND VARIETY）
DISC 1
1. DOCUMENT AND VARIETY #13
2. DOCUMENT AND VARIETY #14
3. DOCUMENT AND VARIETY #15
4. DOCUMENT AND VARIETY #16
5. DOCUMENT AND VARIETY #17
6. DOCUMENT AND VARIETY #18

DISC 2
1. DOCUMENT AND VARIETY #19
2. DOCUMENT AND VARIETY #20
3. DOCUMENT AND VARIETY #21
4. DOCUMENT AND VARIETY #22
5. DOCUMENT AND VARIETY #23
6. DOCUMENT AND VARIETY #24
7. DOCUMENT AND VARIETY #25

### DISC 3（エグザムライ戦国）
1. エグザムライ戦国 第13話「月夜の陰謀」
2. エグザムライ戦国 第14話「赤く染まる谷」
3. エグザムライ戦国 第15話「その男、野獣につき」
4. エグザムライ戦国 第16話「野獣、吠える」
5. エグザムライ戦国 第17話「湖上の城」
6. エグザムライ戦国 第18話「慟哭」
7. エグザムライ戦国 第19話「デスペラード」
8. エグザムライ戦国 第20話「追跡者」
9. エグザムライ戦国 第21話「思いを受け継ぐ者」
10. エグザムライ戦国 第22話「決起」
11. エグザムライ戦国 第23話「俺たちの流儀」
12. エグザムライ戦国 第24話「ゼッテー負けねぇ」
13. SEASON1 総集編

### DISC 4（BONUS DISC）
1. BONUS DISC EXILE MOOLOG 第1話「EXILE MOOLOG始動!!」
2. BONUS DISC EXILE MOOLOG 第2話「メンバーが最近ハマっているアイテムとは…」
3. BONUS DISC EXILE MOOLOG 第3話「新ギャグも登場!?ツアー近況報告&こぼれ話(1)」
4. BONUS DISC EXILE MOOLOG 第4話「全員で魅せる!!ツアー近況報告&こぼれ話(2)」
5. BONUS DISC EXILE MOOLOG 第5話「EXH楽屋で妄想話?EXILEのさかなクン登場!」
6. BONUS DISC EXILE MOOLOG 第6話「メンバーの意外な素顔!?LIVE直前の楽屋公開!!」
7. BONUS DISC EXILE MOOLOG 第7話「MTV授賞式の羅側を大公開!!」
8. BONUS DISC EXILE MOOLOG 第8話「EXILEがハマる曲&AKIRAの新事実とは･･･」
9. BONUS DISC EXILE MOOLOG 第9話「横浜アリーナにあった変装めがね。メンバーが突如…」
10. BONUS DISC EXILE MOOLOG 第10話「新曲ジャケ写撮影の裏側」
11. BONUS DISC EXILE MOOLOG 第11話「Video Clip収録現場での演技を大公開!」
12. BONUS DISC EXILE MOOLOG 第12話「CM撮影の裏側!MAKIDAIの願いとは…」
13. BONUS DISC EXILE MOOLOG 第13話「メンバーの出会い秘話」
14. BONUS DISC EXILE MOOLOG 第14話「居酒屋出現!TAKAHIROが仕込むサプライズとは…」